# Vinnufossen
Vinnufossen, nota anche come Vinnufallet o Vinnu, è una cascata della Norvegia; con un salto complessivo di 865 m è la più alta del  Paese scandinavo e d'Europa e la sesta al mondo.

## Descrizione
La cascata è formata dal salto del fiume Vinnu che scorre dal monte Vinnufjellet, a sua volta alimentato dal ghiacciaio Vinnufonna. Dopo il salto le acque confluiscono nel fiume Driva nei pressi dell'abitato di Hoelsand.
La cascata si trova nei pressi del villaggio di Sunndalsøra, nel comune di Sunndal, nella contea di Møre og Romsdal. Il sito è facilmente raggiungibile tramite la strada nazionale Rv70, 6 km a est di Sunndalsøra.